# Partizan Belgrad (piłka ręczna)
Rukometni Klub Partizan Belgrad (serb. Рукометни клуб Партизан Београд) – serbski klub piłki ręcznej mężczyzn, powstały w 1948 r. z bazą w Belgradzie. Klub występuje w rozgrywkach Serbskiej Superligi.

## Sukcesy
- Mistrzostwa Jugosławii:
  -  1993, 1994, 1995, 1999, 2002
  -  1992, 1996
- Puchar Jugosławii:
  -  1959, 1966, 1971, 1993, 1994, 1998, 2001
- Mistrzostwa Serbii i Czarnogóry:
  -  2003
  -  2004, 2006
- Puchar Serbii i Czarnogóry:
  -  2003, 2004, 2006
- Mistrzostwa Serbii:
  -  2009, 2011, 2012, 2025
  -  2007, 2013, 2021, 2022, 2023
- Puchar Serbii:
  -  2007, 2008, 2012, 2013, 2024
  -  2009, 2025